# Ulo
En ulo er en inuitisk kvindekniv. Kniven benyttes bl.a. til at skære i skind og skrabe indersiden af skindet fri for fedt. Før man fik adgang til metal, har bladet været lavet af skifer eller andre stenarter.
Kniven kaldes en "ulo" i Grønland og en "ulu" i Canada og Alaska. Den østgrønlandske version kaldes også en sakkeq.
- Wikimedia Commons har flere filer relateret til Ulo